# L’Enfant et les Magiciens
L’Enfant et les Magiciens ist ein französischer Fernsehfilm aus dem Jahr 1982 von Philippe Arnal mit Alexandre Sterling und Magali Noël.

## Handlung
Christian wird von einer lieblosen Mutter und einem selbstsüchtigen Vater erzogen. Als er nach einem schweren Unfall seiner Eltern im Alter von 10 Jahren Waise wird, nehmen ihn seine Tante Marguerite und sein Onkel Raphael, die in einem kleinen Dorf in den Bergen leben, bei sich auf. Christian entdeckt allmählich, dass seine neuen Eltern echte Zauberer sind. Seine Tante schafft es, dass Christian kurzzeitig zu Sylvestre wird, einem toten Kind aus dem Dorf. Ist er noch Christian oder bereits Sylvestre? Einziger Lichtstrahl ist die Romanze mit Floriana. Als diese stirbt, bittet Christian seine Tante um Hilfe.

## Hintergrund
Grundlage für den Film ist das 1976 erschienene gleichnamige Jugendbuch von Paul Wagner, der auch zusammen mit dem Regisseur das Drehbuch zum Film geschrieben hat. Produziert wurde der Film von France 3 innerhalb der Serie Cinéma 16.